# Under Ninja
Under Ninja (アンダーニンジャ Andā Ninja?) es una serie de manga japonesa escrita e ilustrada por Kengo Hanazawa. Se ha serializado en la Weekly Young Magazine de Kodansha desde julio de 2018. Una adaptación de la serie al anime de Tezuka Productions se estrenó el 6 de octubre de 2023.

## Personajes
Kurō Kumogakure (雲隠 九郎 Kumogakure Kurō?)
 Seiyū: Taito Ban
Katō (加藤?)
 Seiyū: Tarusuke Shingaki
Miracle Hibi (日比 奇跡 Hibi Mirakuru?)
 Seiyū: Tasuku Hatanaka
Suzuki (鈴木?)
 Seiyū: Atsumi Tanezaki
Shion Hachiya (蜂谷 紫音 Hachiya Shion?)
 Seiyū: Daiki Yamashita
Kawado (川戸?)
 Seiyū: Chika Anzai
Ōno (大野?)
 Seiyū: Chō (actor de voz)
Eita (瑛太?)
 Seiyū: Shūichi Uchida
Noguchi (野口?)
 Seiyū: Sora Tokui
Ozu (小津?)
 Seiyū: Kōichi Sōma

## Contenido de la obra

### Manga
Under Ninja está escrito e ilustrado por Kengo Hanazawa. Hanazawa lanzó el manga en la revista de manga seinen Weekly Young Magazine de Kodansha el 23 de julio de 2018. Kodansha ha recopilado sus capítulos individuales en quince volúmenes tankōbon hasta la fecha. El primer volumen se publicó el 6 de febrero de 2019.
En América del Norte, Denpa anunció el lanzamiento en inglés del manga en julio de 2020. Norma Editorial obtuvo la licencia en España.

#### Lista de volúmenes
| Volúmenes de manga publicados | Volúmenes de manga publicados | Volúmenes de manga publicados | Volúmenes de manga publicados | Volúmenes de manga publicados |
| Número                        | Fecha de lanzamiento          | ISBN                          | Fecha de lanzamiento          | ISBN                          |
| ----------------------------- | ----------------------------- | ----------------------------- | ----------------------------- | ----------------------------- |
| 1                             | 6 de febrero de 2019          | ISBN 978-4-06-514569-2        | 4 de septiembre de 2020       | ISBN 978-84-679-4113-5        |
| 2                             | 6 de agosto de 2019           | ISBN 978-4-06-516733-5        | 13 de noviembre de 2020       | ISBN 978-84-679-4273-6        |
| 3                             | 6 de febrero de 2020          | ISBN 978-4-06-518477-6        | 5 de febrero de 2021          | ISBN 978-84-679-4415-0        |
| 4                             | 4 de septiembre de 2020       | ISBN 978-4-06-520682-9        | 14 de mayo de 2021            | ISBN 978-84-679-4529-4        |
| 5                             | 5 de marzo de 2021            | ISBN 978-4-06-522595-0        | 6 de agosto de 2021           | ISBN 978-84-679-4617-8        |
| 6                             | 6 de septiembre de 2021       | ISBN 978-4-06-524754-9        | 23 de junio de 2022           | ISBN 978-84-679-5018-2        |
| 7                             | 4 de marzo de 2022            | ISBN 978-4-06-527060-8        | 7 de julio de 2023            | ISBN 978-84-679-5950-5        |
| 8                             | 5 de agosto de 2022           | ISBN 978-4-06-528810-8        | 19 de enero de 2024           | ISBN 978-84-679-6556-8        |
| 9                             | 6 de enero de 2023            | ISBN 978-4-06-530398-6        | 2 de agosto de 2024           | ISBN 978-84-679-6557-5        |
| 10                            | 8 de mayo de 2023             | ISBN 978-4-06-531894-2        | —                             | —                             |
| 11                            | 6 de septiembre de 2023       | ISBN 978-4-06-533003-6        | —                             | —                             |
| 12                            | 6 de febrero de 2024          | ISBN 978-4-06-534600-6        | —                             | —                             |
| 13                            | 7 de mayo de 2024             | ISBN 978-4-06-536272-3        | —                             | —                             |
| 14                            | 6 de diciembre de 2024        | ISBN 978-4-06-537900-4        | —                             | —                             |
| 15                            | 4 de abril de 2025            | ISBN 978-4-06-539224-9        | —                             | —                             |

### Anime
El 6 de septiembre de 2021, se anunció que la serie recibiría una adaptación al anime. La serie está producida por Tezuka Productions y dirigida por Satoshi Kuwabara, con guiones supervisados por Keiichirō Ōchi, diseños de personajes de Nobuteru Yūki y música compuesta por Shōta Kowashi. La serie se estrenó el 6 de octubre de 2023 en TBS y BS11. El tema de apertura es «Hyper», interpretado por Kroi. Crunchyroll obtuvo la licencia de la serie fuera de Asia.